# Карибская листовая лягушка
Карибская листовая лягушка (лат. Eleutherodactylus martinicensis) — крайне редкое животное рода листовых лягушек из семейства Eleutherodactylidae. 
Общая длина колеблется от 3,2 до 4,7 см. Наблюдается половой диморфизм — самка больше самца. Голова небольшая, широкая, с черепным гребнем. Морда короткая, затуплена. Туловище довольно стройное. Пальцы передних и задних конечностей  заканчиваются пластинками для прилипания. Имеет беловато-серую, оранжево-коричневую или серо-коричневую окраску с разнообразным рисунком из бурых пятен.
Любит тропические леса вблизи водоёмов. Встречается на высоте до 1250 метров над уровнем моря, активна ночью. Питается преимущественно мелкими беспозвоночными и их личинками.
Самка откладывает в пазухи листьев 15—30 круглых прозрачных яиц диаметром 4—5 мм. Яйцеклетка беловатая или бледно-соломенного цвета. Самка держится вблизи кладки. Развитие лягушат происходит внутри яйца, через 14 суток после откладывания яиц из них выходят молодые лягушки длиной 5—7 мм.
Вид распространён на Антильских островах. Завезён на Гавайские острова.